# USS Nautilus (SSN-571)
USS Nautilus (SSN-571) — первая в мире атомная подводная лодка. В 1958 году «Наутилус», пройдя в подводном положении подо льдами, достиг Северного полюса, став первым кораблём в истории человечества, пришедшим в эту точку Земли своим ходом.

## История корабля
- 14 июня 1952 года АПЛ заложена на верфи в Гротоне[2][3].
- 21 января 1954 года лодка спущена на воду[2].
- 30 сентября 1954 года корабль принят на вооружение ВМС США.

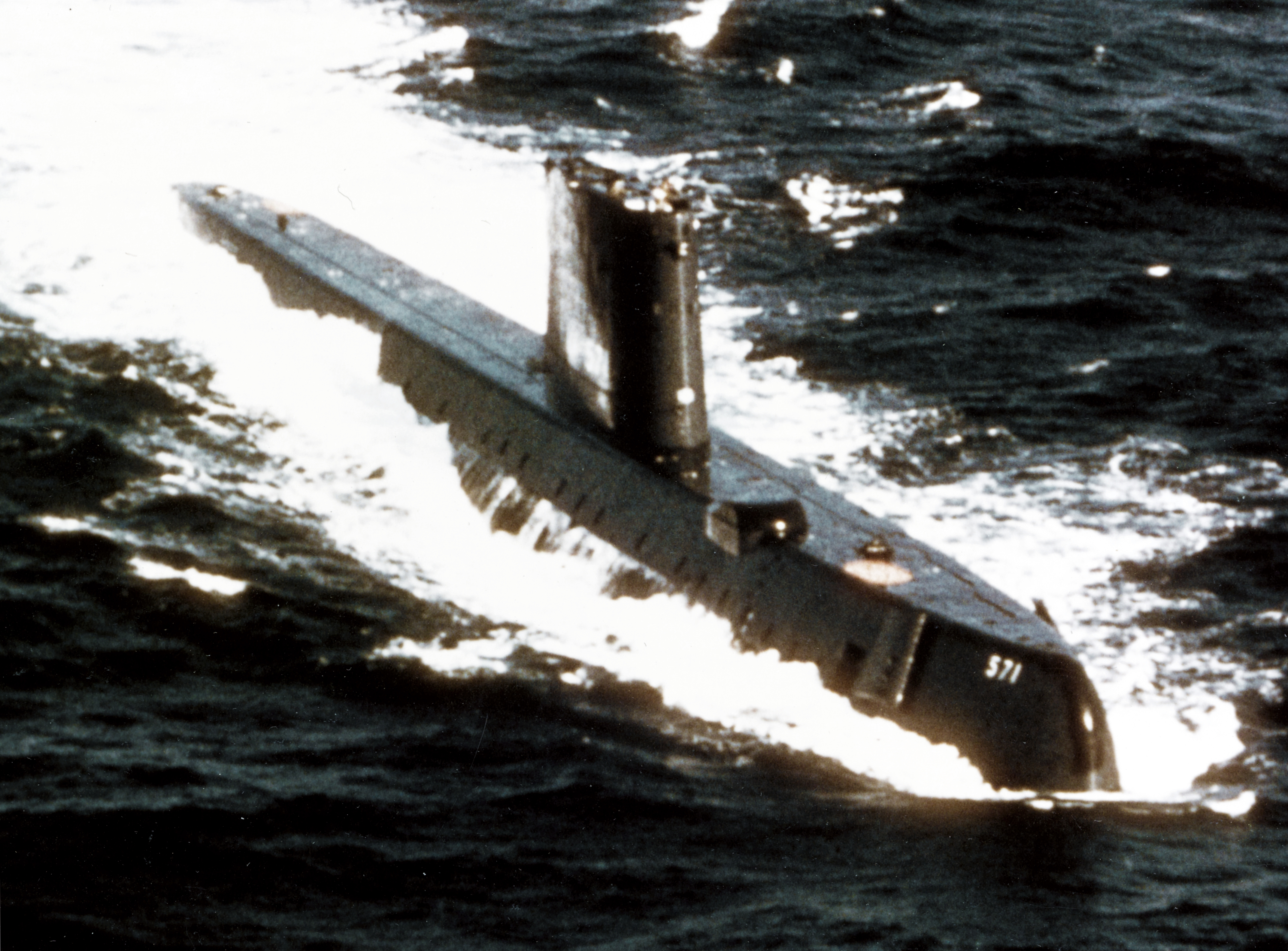
Подводная лодка Nautilus в 1955 году

- Подводная лодка Nautilus в 1955 годуВ 11:00 17 января 1955 года «Наутилус» впервые вышел в море и отправил в эфир сообщение: Underway on nuclear power («Идём на атомной энергии»).
- 3 августа 1958 года «Наутилус» стал первым в истории кораблём, который достиг Северного полюса своим ходом в подводном положении.

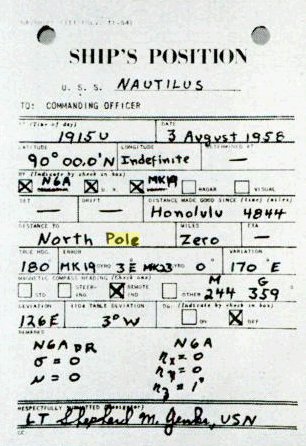
Запись в штурманском журнале: Nautilus, 90N, 19:15U, 3 августа 1958, Северный полюс

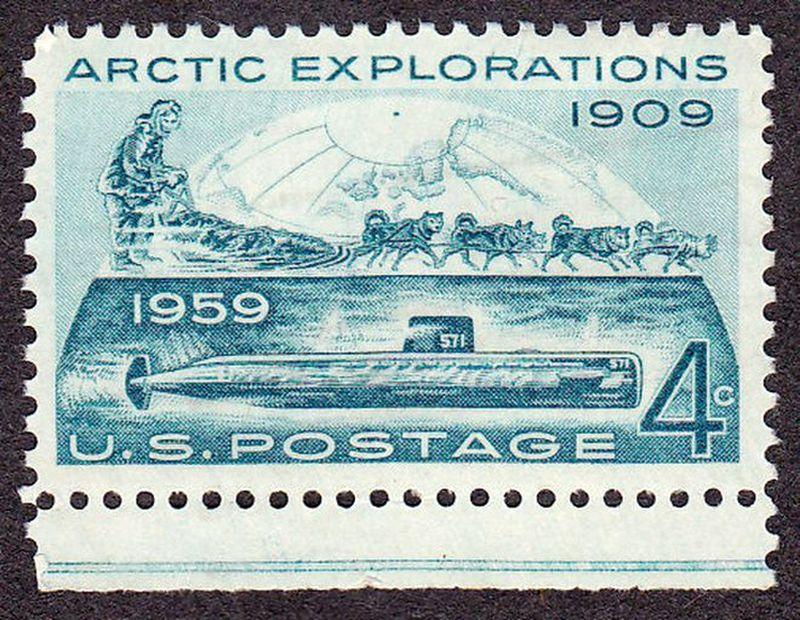
Марка США, посвящённая походу

В ответ на развитие ракетного оружия в СССР и запуск Спутника-1 президент США Эйзенхауэр отдал приказ об организации экспедиции атомной подводной лодки в северные широты с целью достижения Северного полюса и демонстрации возможностей нового класса кораблей, для которых уже разрабатывались баллистические ракеты. 25 апреля 1958 года «Наутилус» под командованием Уильяма Р. Андерсона отправился в поход от западного побережья США. После заходов в Сан-Диего, Сан-Франциско и Сиэтл, 9 июня корабль начал свой исторический поход, названный «операция „Солнечный свет“» (operation «Sunshine»). 19 июня лодка прошла Беринговым проливом в Чукотское море, однако из-за тяжёлых ледовых условий в этих мелких водах она не смогла пройти дальше и была вынуждена развернуться, прибыв в Перл-Харбор 28 июня. 23 июля «Наутилус» снова взял курс на север. 1 августа лодка вошла в подводный каньон Барроу у северного побережья Аляски, а 3 августа в 23:15 (EST) в подводном положении прибыла в точку географического северного полюса. Способность прокладывать маршрут в экстремально высоких широтах без всплытия обеспечивалась инерционной навигационной системой N6A-1, разработанной компанией North American Aviation на базе системы N6A, применявшейся в крылатых ракетах SM-64 Navaho. Эта система была установлена на «Наутилусе» и «Скейте» после успешных испытания на судне USS Compass Island (AG-153) в 1957 году. Пройдя Северный полюс «Наутилус» продолжил движение и, пройдя подо льдами 1590 миль за 96 часов, всплыл у северо-восточного побережья Гренландии.
Объявляя о совершённом походе президент США упомянул, что пройденный маршрут в будущем может быть использован для торговых перевозок при помощи транспортных атомных подводных лодок.
Прибыв от Гренландии к острову Портленд, Великобритания, «Наутилус» удостоился Президентской благодарности, впервые объявленной в мирное время, а затем отправился в свой порт приписки — Нью-Лондон (Коннектикут). Капитан Андерсон за этот поход был награждён орденом «Легион почёта».
- 3 марта 1980 года «Наутилус» был выведен из состава ВМС США.
- 20 мая 1982 года объявлен национальным историческим памятником США.
- 11 апреля 1986 года открыт для посетителей в Музее подводного флота США[англ.][5].

## Конструкция
«Наутилус» был первой в мире атомной подводной лодкой. От дизель-электрических лодок отличался не только наличием новой энергетической установки, но также конструкцией корпуса, расположением цистерн, помещений и оборудования. В то же время, по форме наружных обводов корпуса лодка практически не отличалась от дизель-электрических. При водоизмещении «Наутилуса» около 4000 тонн двухвальная атомная энергетическая установка суммарной мощностью 9860 кВт (13 800 л. с.) обеспечивала скорость более 20 узлов. Продолжительность плавания зависела только от исправной работы средств регенерации воздуха, запасов продуктов и выносливости личного состава.
Удельная масса атомной установки оказалась очень велика, из-за чего на «Наутилусе» не удалось установить часть предусмотренного проектом вооружения и оборудования. Основной причиной утяжеления была биологическая защита, в состав которой входили свинец, сталь и другие материалы (около 740 т).

## Энергетическая установка
Однореакторная, двухвальная. Водо-водяной реактор марки «S2W» фирмы Вестингауз электрик корпорейшн, мощностью 9860 кВт. КПД энергетической установки достигал 16 %. Корпус реактора весил около 35 тонн, имел форму цилиндра со сферической крышкой и полусферическим днищем. Высота реактора была 3 м, диаметр 2,7 м. Корпус реактора крепился в вертикальном положении на основании цистерны водяной защиты которая, в свою очередь, крепилась на фундаменте в трюме реакторного отсека. Вместе с водяной и композитной защитой высота реактора составляла около 6 метров, а диаметр — 4,6 метра. Активная зона реактора — цилиндрической формы, диаметром около 1 метра. Общий вес загрузки реактора — около 100 кг.
Для аварийных случаев и прибрежного маневрирования на лодке имелись два дизель-генератора, а также устройство типа шноркель.
Шумовые характеристики
По этому параметру лодка была крайне неудачной. Работающие турбины создавали сильную вибрацию, и сонар становился бесполезным уже на скорости в 4 узла. Лодка становилась «глухой», к тому же такая шумность демаскировала её. В серию она не пошла, а негативный опыт был учтён при разработке последующих проектов.

## Происшествия
- В августе 1957 года сорвалась первая попытка похода на Северный полюс. Зайдя под паковые льды, «Наутилус» попытался всплыть в точке, где эхоледомер показал полынью, но напоролся на дрейфующую льдину, серьёзно повредив единственный перископ. Командир Андерсон приказал повернуть назад.
- В 1958 году вовремя обнаружено проникновение забортной воды внутрь корпуса. Течь возникла в машинном отсеке вследствие того, что главный конденсатор паротурбинной установки не обладал необходимой коррозионной стойкостью. Течь могла привести к выходу из строя энергетической системы корабля.
- 4 мая 1958 года на лодке, находящейся в подводном положении, вспыхнул пожар из-за воспламенения тепловой изоляции турбины высокого давления. Изоляция тлела несколько дней, но запах связывали со свежей краской, пока наконец не возникло внезапное сильное задымление отсека. Попытка провентилировать отсек шноркелем после всплытия на перископную глубину была безуспешной. После всплытия в надводное положение отсек провентилировали через люк и только после этого обнаружили источник дыма. При первой попытке снятия тлеющей изоляции вырвалось открытое пламя, которое сбили пенными огнетушителями. Затем личный состав ещё в течение нескольких часов боролся с возгоранием, очаг был ликвидирован. Возможно, имелись жертвы, но данные об этом весьма противоречивы. После этого во избежание повтора изоляцию со второй турбины тоже срезали.
- Осенью 1959 года во время всплытия лодка избежала столкновения с американским эскадренным миноносцем у острова Ньюфаундленд.

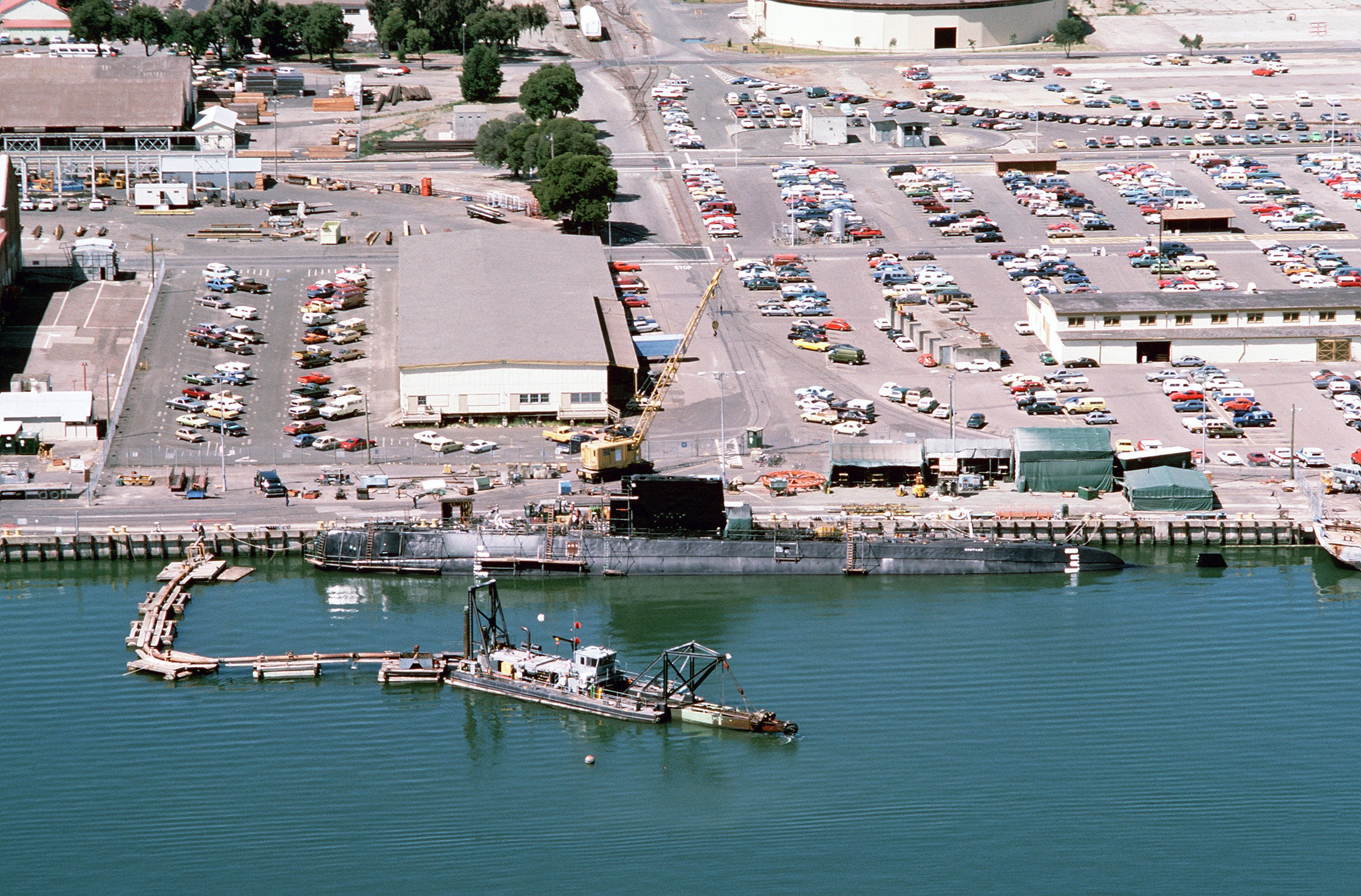
Подводная лодка Nautilus на стоянке (1985)

- Подводная лодка Nautilus на стоянке (1985)10 ноября 1966 года «Наутилус» в ходе учений в перископном положении маневрировал и столкнулся с авианосцем USS Essex (CV-9), который уже был переклассифицирован в CVS-9. Авианосец получил подводную пробоину, но остался на плаву. Лодка серьёзно повредила рубку, но хода не лишилась и пошла в базу на ремонт.